# Письмо Ерёмина
Письмо Ерёмина — исторический документ, аутентичность которого оспаривается отдельными исследователями. Представляет собой секретное донесение о И. В. Джугашвили (Сталине), свидетельствующее, что он был полицейским осведомителем. По версии опубликовавшего документ Исаака Дона Левина, оно было послано в 1913 году заведующим Особым отделом Департамента полиции А. М. Ерёминым начальнику Енисейского охранного отделения А. Ф. Железнякову. Заявления о том, что Сталин в Российской империи являлся полицейским агентом или платным осведомителем, звучали и до публикации письма Ерёмина, с его публикацией источниковедческая база зарубежных исследователей сталинской биографии значительно окрепла, т. к. исследователи стали ссылаться на источник, введённый в научный оборот с соблюдением всех необходимых историографических требований.

## История публикации
Документ был опубликован 23 апреля 1956 года в американском журнале «Life» и был снабжен пространными комментариями известного биографа Сталина Исаака Дона Левина. Спустя некоторое время работа Левина в расширенном варианте была опубликована отдельной книгой. 

## Полемика вокруг подлинности
Сразу после публикации «письма Ерёмина» возникли сомнения в его подлинности. Западными исследователями, а также учеными из числа русских эмигрантов была проделана большая работа для проверки его подлинности.
Дискуссия относительно «письма Ерёмина» возобновилась в конце 1980-х годов в СССР. Его опубликовали несколько историков, доказывая, что Сталин был агентом охранки. В серии статей российских ученых-архивистов З.И. Перегудовой и Б.В. Каптелова указывается на целый ряд несоответствий: в 1913 году был Енисейский розыскной пункт, а не Енисейское охранное отделение; его заведующим был не Алексей Федорович Железняков, а Владимир Федорович; не соответствуют реалиям времени угловой штамп документа, штамп входящей документации, исходящий номер. Подпись А.М. Ерёмина, начальника Особого отдела, который к тому же незадолго до отправки «письма» стал начальником финляндского жандармского управления — явно поддельная. З.И. Перегудова и Б.В. Каптелов указали на возможного автора подделки — ротмистра В.Н. Руссиянова, эмигранта.